# Absidia repens
Absidia repens är en svampart som beskrevs av Tiegh. 1878. Absidia repens ingår i släktet Absidia och familjen Mucoraceae.   Inga underarter finns listade i Catalogue of Life.